# تعقیب (فیلم ۲۰۲۲)
تعقیب (به انگلیسی: Pursuit) یک فیلم اکشن و درام آمریکایی محصول سال ۲۰۲۲ به کارگردانی برایان اسکیبا با بازی امیل هرش و جان کیوسک است.

## داستان
فیلم در مورد کارآگاهی به نام برسلین است که با یک هکر بی‌رحم به نام کالووی که در تلاش است همسر ربوده شده خود را از دست یک کارتل مواد مخدر نجات دهد، برخورد می‌کند. اما هنگامی که کالووی از دست پلیس فرار می‌کند، برسلین با کمک نیروهای خود تلاش می‌کند تا او را دستگیر کرده و…

## تولید
فیلمبرداری اصلی در لیتل راک، آرکانزاس در ژوئیه ۲۰۲۱ انجام شد. فیلمبرداری در نوامبر ۲۰۲۱ به پایان رسید.

## بازخوردها
این فیلم در سایت راتن تومیتوز بر اساس ۱۱ نقد امتیاز ۹٪ دارد.
جولیان رومن از موی‌وب نقد مثبتی به فیلم داد و نوشت: «تعقیب یک اکشن خونین و پرپیچ و خم است. فیلم داستان پیچیده‌ای دارد اما آدرنالین را با صحنه‌های اکشن تلخ بالا می‌برد.